# 아틀란티스: 바다의 오페라
아틀란티스 : 바다의 오페라(Atlantis)는 이탈리아에서 제작된 뤽 베송 감독의 1991년 다큐멘터리 영화이다. 패트리스 르두 등이 제작에 참여하였다.

## 제작진
- 공동제작: 뤽 베송
- 공동제작: 마리오 세치 고리
- 공동제작: 비토리오 세치 고리

## 부분

### Premier jour(첫째 날)
- La lumiére (light)
- L'esprit (spirit)
- Le mouvement (movement)
- Le jeu (play)
- La grâce (grace)
- La nuit (night)
- La foi (faith)
- La tendresse (tenderness)
- L'amour (love)
- La haine (hate)

### Dernier jour(마지막 날)
- La naissance (birth)